# Oribatula cyclosporosa
Oribatula cyclosporosa är en kvalsterart som först beskrevs av Lee 1992.  Oribatula cyclosporosa ingår i släktet Oribatula och familjen Oribatulidae. Inga underarter finns listade i Catalogue of Life.